# Парамонов Сергій Якович
Сергі́й Я́кович Пара́монів  (також Парамонов, англ. Serhiy Yakowych Paramoniv, Sergei Paramonov, псевдонім Лєсной (рос. Лесной)) (4 листопада 1894, Харків — 22 вересня 1967, Канберра) — український ентомолог та палеонтолог.

## Біографія
Народився в Харкові в родині лісничого Якова Юхимовича Парамонова. Батьки походили родом із села Яськи на Одещині, де і проживала до своєї смерті його мати Ольга Іванівна Парамонова (до шлюбу Буравчук).
У 1912 закінчив гімназію у місті Аккермані, a в 1917 році природниче відділення фізико-математичного факультету Київського університету. Спеціалізувався в галузі орнітології, учень С. Ю. Кушакевича. У студентські роки був учасником українського руху, за участь у Шевченківських читаннях двічі у 1914 та 1915 роках був ув'язнений на місячні терміни.
З 1917 по 1924 працював науковим співробітником Київської сільськогосподарської станції, вивчаючи проблеми боротьби з сільськогосподарськими шкідниками. 
У 1919—1920 роках був співробітником Комітету вивчення фауни УАН і з 1920 року працював у Зоологічному музеї УАН у Києві.
З 1922 до 1924 р. викладав зоологічну систематику в Київському університеті.
З 1921 р. вивчав мух-бринівок (Bombyliidae) за матеріалами Зоологічного інституту у Петрограді та власними зборами, співпрацюючи з Ф. Д. Плеске.
Продовжував роботу в Зоологічному музеї у Києві після його входження до складу Інституту зоології та біології ВУАН у 1930 році, у тому числі протягом 1938—1943 років був керівником відділу, що опікувався Музеєм.
Всі роки, перебуваючи на посаді керівника Зоологічного музею, С. Я. Парамонов приділяв значну увагу високому рівню підготовки аспірантів в галузі ентомології та палеонтології.
Науковий ступінь доктора біологічних наук отримав 1940 р. (захист в КДУ 9.01.40, постанова ВАК 21.12.40) за монографічний огляд мух-бринівок (родина Bombyliidae) (підродина Bombyliinae) (саму ту книгу здав до друку ще 1937 р.). Звання професора присуджено 1941 р.

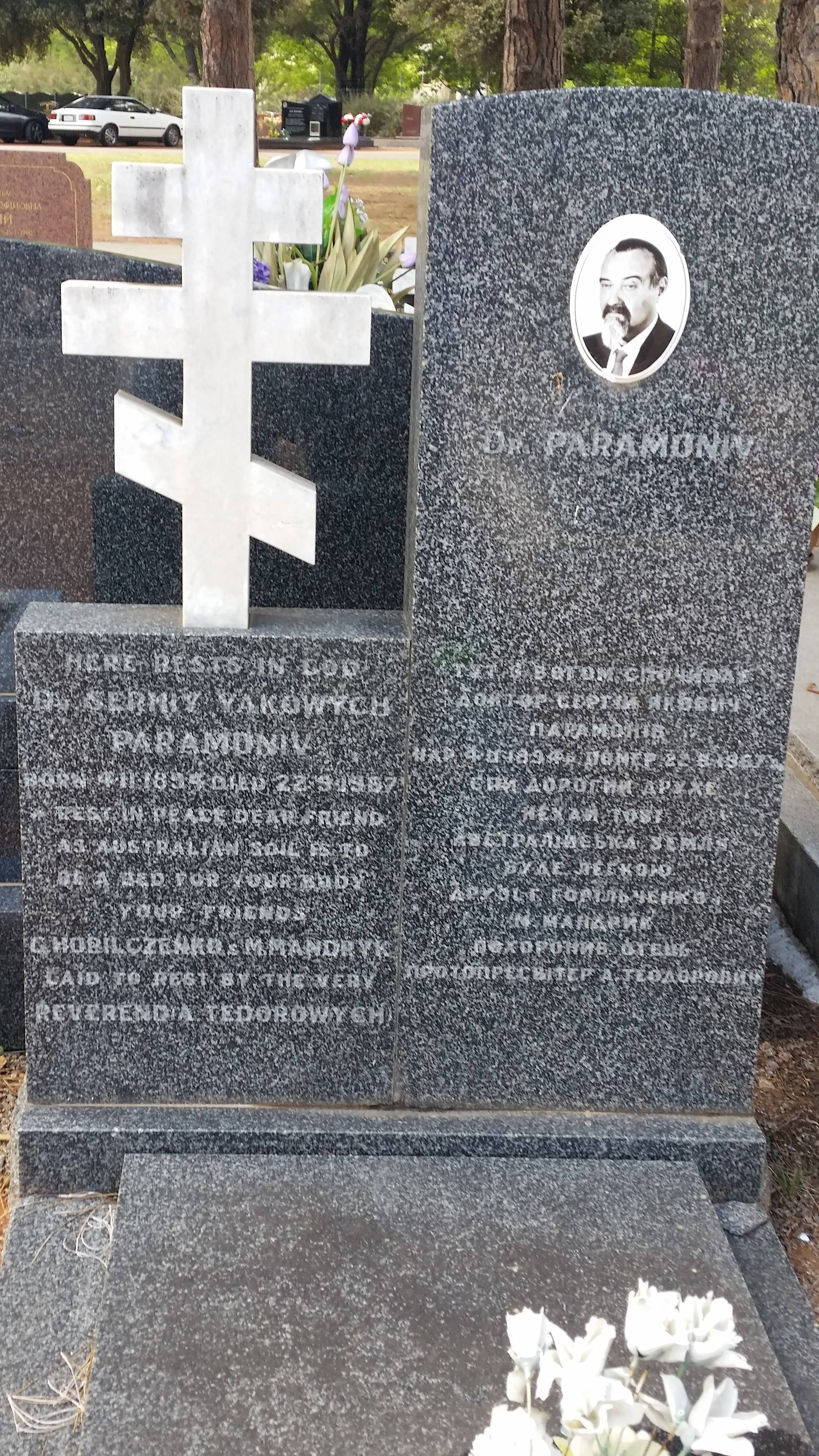
Могила вченого на Воденському цвинтарі (Woden Cemetery) в Канберрі

Під час німецької окупації (1941—1943) залишився в Києві працюючи в Зоологічному музеї під окупаційною владою, зокрема з січня 1942 року до осені 1943 року в складі Інституту захисту рослин Сільгоспуправління РКУ.
Завдяки С. Я. Парамонову було врятовано заміновані при відступі радянських військ будівлі Національної опери та Академії наук. 
Під час наступу радянських військ у вересні 1943 року найцінніші ентомологічні колекції музею (включно з колекцією Парамонова) було відправлено як трофей, і С. Я. Парамонов як зберігач колекції виїхав разом з деякими іншими зоологами (Миколою Шарлеманем, Левом Шелюжком, Борисом Балінським, Миколою Образцовим) до Німеччини (власне, до окупованої німцями Польщі).
Після евакуації з Києва до 1945 року був директором музею (ймовірно, природничого) в Позені та Гановері. З 1945 по 1946 р. жив у Парижі. У цей період він намагався емігрувати далі в США, але за сприяння відомого британського ентомолога російського походження, Бориса Петровича Уварова, отримав дозвіл на імміграцію до Австралії, і обрав для подальшого проживання саме цю країну, оскільки її ентомофауна була на той час незрівнянно менш вивченою. Перш ніж переїхати до Австралії, С. Я. Парамонов 1947 р. провів у Лондоні, вивчаючи типові екземпляри австралійських двокрилих. З 1947 в еміграції в Австралії; науковий співробітник CSIRO.
Вивезена окупаційними німецькими військами з Києва до Німеччини як трофей наукова колекція досі зберігається в Природничому музеї Берліна; найважливішу її частину, колекцію типів, описаних С. Я. Парамоновим, евакуйовану у 1941 р. до Уфи після закінчення війни було віднайдено і повернуто до Києва, де вона зберігається і досі в Інституті зоології НАН України.

## Наукова діяльність

### ентомологія
Всесвітньо відомий вчений-ентомолог, фахівець із систематики мух. Автор 200 наукових праць з ентомології, орнітології та охорони природи, а також коментарів до Велесової книги, Слова о полку Ігоревім та «Історії Русів» (під псевдонімом рос. Сергей Лесной).
Основні роботи вченого — з ентомології (систематики, філогенії, морфології сучасних і викопних двокрилих комах, зокрема, мух-бринівок, мух-повисюх, або ж дзюрчалок, пірготид та ін. Науковий співробітник Інституту зоології НАН України та CSIRO.

### ейдологія
Сергій Якович чимало зробив у галузі ейдології, неодноразово звертаючись до теми "виду" та "мінливості", критеріїв та ознак виду як загальнобіологічної категорії, тобто не лише як таксономічного рангу, з яким найчастіше має справу дослідник біотичного різноманіття. Його доробки в цій галузі висвітлено в низці праць, зокрема й Валерія Корнєєва, Андрія Шаповала та Ігоря Загороднюка.
Деякі з його ейдологічних праць українського періоду наукової творчості:
- Парамонов, С. Я. 1935. Проблема видоутворення і ареал. Збірник праць Зоологічного музею, № 15: 5–26. (Серія: Труди Інституту зоології та біології; Том 7).
- Парамонов, С. Я. 1936. Методи сучасної зоосистематики (зоографії). Збірник праць Зоологічного музею, 14: 3–42. (Серія: Труди Інституту зоології та біології; Том 5).

Праці повоєнного часу:
- Paramonov, S. J. 1951. What is a species? Annals of the Ukrainian Academy of Arts and Sciences in the United States, 1 (2): 138–149.
- Парамонов С. Я. 2016. Хемогенез – новая теория эволюции. В кн.: Шаповал А. І. Документи С. Я. Парамонова у фондах Національної бібліотеки України імені В. І. Вернадського : джерелознавче дослідження [Електронне видання]. НАН України, НБУ імені В. І. Вернадського, Інститут архівознавства. Київ, 2016. 161-227. http://irbis-nbuv.gov.ua/E_LIB/EIF0000071/ (за: ІА НБУВ, ф. 258, оп. 2, спр. 52, арк. 1–72. Машинопис.)

## Твори, видані під псевдонімом «Сергей Лесной»
С. Я. Парамонов є автором численних історичних розвідок, оповідань, віршів, нарисів, спогадів та публіцистичних статей, частину з яких опубліковано під псевдонімом «Сергей Лесной».
- Слово о Полку Игореве. Исследование в четырех томах. К 150-летию со дня опубликования. (Париж, 1950—1953)
- Чертовщина под Лысой горой (Париж, 1952)
- История «руссов» в неизвращенном виде (Париж; Мюнхен, 1953—1960)
- Пересмотр основ истории славян (Мельбурн, 1956)
- Кто создал древнюю Русь: Славяне или германцы? (Париж, 1960, «Возрождение» № 108)
- Русь, откуда ты? (Вінніпег, 1962; перевидано: Ростов н/Д, 1995)
- Влесова Книга (Вінніпег, 1966; перевидано: Москва, 2002)
- Из далекого прошлого славян (Мельбурн, 1967)